# ديفيد سويت
ديفيد سويت هو سياسي كندي، ولد في 24 يونيو 1957 في كينغستون في كندا. نشط حزبياً في حزب المحافظين الكندي.

## مناصب
- في الانتخابات الاتحادية الكندية 2011 [الإنجليزية]‏، انتخب عضو مجلس العموم الكندي عن دائرة Ancaster—Dundas—Flamborough—Westdale (federal electoral district) [الإنجليزية]‏ وقد انضم خلال فترته النيابية [الإنجليزية]‏ (2 مايو 2011 – 18 أكتوبر 2015) للكتلة البرلمانية حزب المحافظين الكندي.
- في الانتخابات الاتحادية الكندية 2008 [الإنجليزية]‏، انتخب عضو مجلس العموم الكندي عن دائرة Ancaster—Dundas—Flamborough—Westdale (federal electoral district) [الإنجليزية]‏ وقد انضم خلال فترته النيابية [الإنجليزية]‏ (14 أكتوبر 2008 – 1 مايو 2011) للكتلة البرلمانية حزب المحافظين الكندي.
- انتخب عضو مجلس العموم الكندي عن دائرة Ancaster—Dundas—Flamborough—Westdale (federal electoral district) [الإنجليزية]‏ وقد انضم خلال فترته النيابية [الإنجليزية]‏ للكتلة البرلمانية حزب المحافظين الكندي.
- انتخب عضو مجلس العموم الكندي عن دائرة Flamborough—Glanbrook (federal electoral district) [الإنجليزية]‏ وقد انضم خلال فترته النيابية [الإنجليزية]‏ للكتلة البرلمانية حزب المحافظين الكندي.